# Slaget ved Kolding (1658)
 For alternative betydninger, se Slaget ved Kolding. (Se også artikler, som begynder med Slaget ved Kolding)
Slaget ved Kolding blev udkæmpet den 25. december 1658, mellem Sverige og styrker fra Den polsk-litauiske realunion og Danmark. Svenskerne blev ledet af kong Karl 10. Gustav, mens de polske og danske styrker, blev ledet af Stefan Czarniecki (en). Den polsk-danske styrke vandt slaget.